# طويلات الكتف الإسفيناوية
طويلات الكتف الإسفيناوية (الاسم العلمي: Gomphomacromiidae)، فصيلة حشرات يعسوبية من مقترنات الأجنحة. توجد في تشيلي وأستراليا، والتي كانت تعتبر حتى وقت قريب جزءًا من فصيلة اليعسوبيات الهراوية.

## الأجناس
تشمل الفصيلة الأجناس التالية
- Archaeophya Fraser, 1959

## الملاحظات
فصيلة طويلات الكتف الإسفيناوية لم يُعترف بها حاليًا في قائمة اليعسوبيات العالمية في متحف سلاتر للتاريخ الطبيعي